# Битівська Ватра
«Битівська Ватра» (пол. Bytowska Watra) — щорічний міжнародний етнографічний фестиваль української культури в Польщі.
Проводиться на Кашубщині, куди були переселені українці в результаті Операції «Вісла», у селі Удорп'є Битівського повіту Поморського воєводства, Польща. Окремі заходи проходять у та містечку Битів. Фестиваль проводиться щорічно, починаючи з 1990 року у перший тиждень липня. Організатор — Битівське коло Об'єднання українців Польщі за підтримки за Міністерства Культури і Національної спадщини Республіки Польща, Поморського воєводства та Староства у Битові та Консульства України у Гданську.

## Історія
Перша Битівська Ватра була проведена 1990 року в Тонґове (Гміна Тухоме Битівського повіту), де на запрошення місцевого фермера на свято зібралось десяток українських родин. Ідея була прийнята, і у 1992 році забави було перенесено в Удорп'ю, у місцеву греко-католицьку парафію, яка є одним із культурних центрів місцевої української меншини. 2000 року Битівську Ватру відвідав Президент Республіки Польща Александр Квасневський. Фестиваль щороку збирає декілька тисяч туристів, насамперед українську меншину з усієї Польщі.
Традиційно на фестивалі виступають різні художні колективи, що представляють українську культуру, а також кашубську та німецьку культури. Від самого початку заходу у нього був закладений принцип інтеграції і співпраці етнічних та національних меншин польського Помор'я. Назва імпрези походить від традиційної української (лемківської) назви вогнища — ватра, запалення якого під час «Битівської ватри» розпочинає імпрезу.
Серед учасників фестивалю у різні роки бути також відомі колективи з України, зокрема Фліт (2006, 2008, 2012), Божичі (2007), LUIKU (2014), Мері (2014), гурт Мандри (2015), Joryj Kłoc (2017) та багато інших.
2015 року з нагоди 25-річчя фестивалю, він був відзначений нагородою Маршалковського управління Поморського воєводства.

## Цікаві факти
Цікаво, що фестиваль дав назву озеру у селі Удорп'є на березі якого він традиційно проводиться. На передвоєнних картах озеро мало німецьку назву Hygendorfer See від назви села Гюндворф — нинішнього Удорп'є. Після Другої світової війни, коли Польща отримала прилеглі території, озеро не мало назви, і 1992 року озеро отримало назву Ватра (озеро).